# Bogdan Zdrojewski

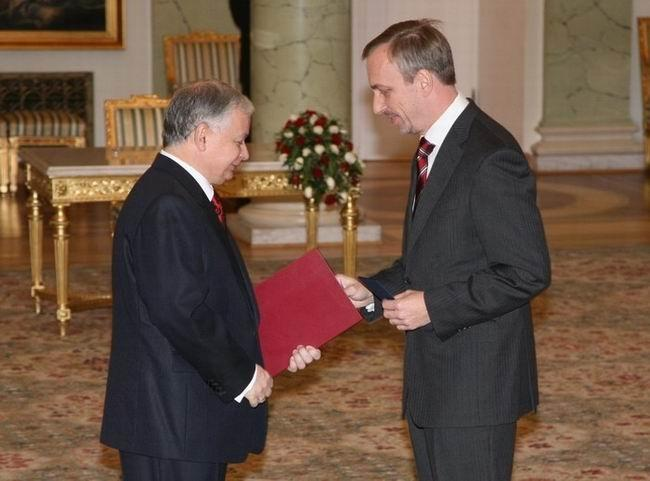
Nominacja Bogdana Zdrojewskiego na stanowisko ministra kultury i dziedzictwa narodowego, 2007

Bogdan Andrzej Zdrojewski (ur. 18 maja 1957 w Kłodzku) – polski polityk i samorządowiec.
Prezydent Wrocławia (1990–2001), senator IV i X kadencji (1997–2000, 2019–2023), poseł na Sejm IV, V, VI, VII i X kadencji (2001–2014, 2023–2024), poseł do Parlamentu Europejskiego VIII i X kadencji (2014–2019, od 2024), przewodniczący klubu parlamentarnego Platformy Obywatelskiej (2006–2007), minister kultury i dziedzictwa narodowego w pierwszym i drugim rządzie Donalda Tuska (2007–2014).

## Życiorys
Syn Leonarda i Mirosławy. W latach 1976–1977 pracował jako młodszy maszynista trakcji elektrycznej w PKP, a następnie do 1979 jako specjalista w Państwowych Zakładach Zbożowo-Młynarskich we Wrocławiu. Absolwent filozofii (1983) i kulturoznawstwa (1985) na Uniwersytecie Wrocławskim. W czasie studiów założył, a następnie prowadził koło naukowe historii filozofii (od 1980). W 1980 został członkiem Niezależnego Zrzeszenia Studentów, jesienią tego samego roku został przewodniczącym struktury NZS na Wydziale Filozoficzno-Historycznym UWr. Po ogłoszeniu stanu wojennego na początku 1982 stanął na czele tajnego zarządu NZS na Uniwersytecie Wrocławskim, którym kierował do 1984.
Od 1984 pracował w Akademii Ekonomicznej we Wrocławiu, był członkiem komisji zakładowej NSZZ „Solidarność” na AE. W 1989 został pracownikiem Instytutu Socjologii UWr. Równocześnie był sekretarzem Wrocławskiego Komitetu Obywatelskiego „Solidarność” (1989–1990), a także kierownikiem założonego przez siebie Ośrodka Badań Społecznych przy RKW NSZZ „Solidarność” Dolny Śląsk (1989–1990). W 1990 został radnym Rady Miejskiej Wrocławia z listy WKO. Od 4 czerwca 1990 do 8 maja 2001 sprawował urząd prezydenta Wrocławia. Pewną popularność zyskał w czasie powodzi z 1997, osobiście kierując w mieście akcją przeciwpowodziową.
W 1997 jako kandydat niezależny został senatorem (otrzymał 241 179 głosów). Zrezygnował 11 stycznia 2000 po tym, jak Trybunał Konstytucyjny orzekł, że funkcji prezydenta miasta na prawach powiatu nie można łączyć z mandatem parlamentarzysty. Z urzędu prezydenta miasta ustąpił w maju 2001, kiedy zdecydował się kandydować do Sejmu. Został w tymże roku wybrany na posła IV kadencji z ramienia Platformy Obywatelskiej (otrzymując 47 297 głosów). Po wyborze zrzekł się immunitetu w związku z zarzutami o rzekomą niegospodarność (w sprawie tzw. wrocławskiego VAT-u); w 2004 został prawomocnie uniewinniony od popełnienia zarzucanych mu czynów.
W 2005 ponownie wybrano go do Sejmu V kadencji z wrocławskiej listy PO (liczbą 73 959 głosów). W 2006 został członkiem gabinetu cieni PO odpowiadającym za obronę narodową. 5 grudnia 2006 objął stanowisko przewodniczącego klubu parlamentarnego PO. W przedterminowych wyborach parlamentarnych w 2007 uzyskał z ramienia PO w okręgu wrocławskim we Wrocławiu 213 883 głosy (trzeci wynik w kraju). 16 listopada 2007 został ministrem kultury i dziedzictwa narodowego w pierwszym rządzie Donalda Tuska. W wyborach w 2011 uzyskał poselską reelekcję liczbą 149 962 głosów. W drugim rządzie Donalda Tuska pozostał na stanowisku ministra kultury i dziedzictwa narodowego.
W wyborach w 2014 uzyskał mandat eurodeputowanego VIII kadencji. 17 czerwca tego samego roku został odwołany ze stanowiska ministra, a 1 lipca 2014 złożył ślubowanie w Parlamencie Europejskim. W 2019 nie wystartował w kolejnych wyborach europejskich. W wyborach krajowych w tym samym roku z ramienia Koalicji Obywatelskiej został natomiast wybrany na senatora X kadencji w okręgu nr 6. 17 stycznia 2020 został wybrany przez Senat na członka Krajowej Rady Sądownictwa.
W wyborach w 2023 był kandydatem do Sejmu z okręgu wrocławskiego z listy KO. Uzyskał mandat posła X kadencji z wynikiem 85 099 głosów. Objął funkcje przewodniczącego Komisji Kultury i Środków Przekazu oraz członka Komisji Sprawiedliwości i Praw Człowieka. W wyborach w 2024 został natomiast wybrany do PE X kadencji, zdobywając 310 544 głosy. W Parlamencie Europejskim zasiadł w Komisji Handlu Międzynarodowego, objął funkcję wiceprzewodniczącego Komisji Kultury i Edukacji.

## Wyniki w wyborach ogólnopolskich
| Wybory | Komitet wyborczy                   | Komitet wyborczy         | Organ             | Okręg            | Wynik            |
| ------ | ---------------------------------- | ------------------------ | ----------------- | ---------------- | ---------------- |
| 1997   |                                    | KW Bogdana Zdrojewskiego | Senat IV kadencji | nr 47            | 241 179 (57,68%) |
| 2001   |                                    | Platforma Obywatelska    | Sejm IV kadencji  | nr 3             | 47 297 (11,29%)  |
| 2005   | Sejm V kadencji                    | Platforma Obywatelska    | 73 959 (19,07%)   | nr 3             |                  |
| 2007   | Sejm VI kadencji                   | Platforma Obywatelska    | 213 883 (38,46%)  | nr 3             |                  |
| 2011   | Sejm VII kadencji                  | Platforma Obywatelska    | 149 962 (30,20%)  | nr 3             |                  |
| 2014   | Parlament Europejski VIII kadencji | Platforma Obywatelska    | nr 12             | 162 426 (24,53%) |                  |
| 2019   |                                    | Koalicja Obywatelska     | Senat X kadencji  | nr 6             | 133 374 (45,45%) |
| 2023   | Sejm X kadencji                    | Koalicja Obywatelska     | nr 3              | 85 099 (10,97%)  |                  |
| 2024   | Parlament Europejski X kadencji    | Koalicja Obywatelska     | nr 12             | 310 544 (27,11%) |                  |

## Życie prywatne
Jest żonaty z Barbarą Zdrojewską; ma dwoje dzieci: Karolinę i Stanisława.

## Odznaczenia i wyróżnienia
Ordery i odznaczenia
- Krzyż Oficerski Orderu Odrodzenia Polski (2014)[16]
- Złoty Krzyż Zasługi (2001)[17]
- Złoty Medal „Zasłużony Kulturze Gloria Artis” (2015)[18]
- Odznaka Honorowa za Zasługi dla Samorządu Terytorialnego (2025)[19]
- Złota Odznaka Honorowa Zasłużony dla Województwa Dolnośląskiego (2018)[20]
- Komandor Orderu Świętego Sylwestra (Watykan, 1998)[18]
- Krzyż Zasługi I Klasy Orderu Zasługi RFN (Niemcy, 2001)
- Krzyż Wielki Orderu Zasługi (Portugalia, 2008)[21]
- Komandor z Gwiazdą Orderu Zasługi (Norwegia, 2012)[22]
- Komandor Legii Honorowej (Francja, 2012)
- Order Zasługi Wolnego Kraju Saksonii (Saksonia, 2012)[23]
- Komandor Orderu Świętego Karola (Monako, 2012)[24]
- Krzyż Wielki Orderu Pro Merito Melitensi (Zakon Maltański, 2012)[18]
- Wielki Oficer Krzyża Uznania (Łotwa, 2013)[25]
- Wielki Komandor Orderu Honoru (Grecja, 2013)
- Krzyż Wielki Orderu Oranje-Nassau (Holandia, 2014)
- Order Krzyża Ziemi Maryjnej I klasy (Estonia, 2014)[26]
- Order Wschodzącego Słońca II klasy (Japonia, 2015)[27]

Nagrody i wyróżnienia
- Nagroda im. Andrzeja Bączkowskiego (1997)[28]
- Nagroda im. Władysława Grabskiego przyznana przez Konfederację Lewiatan (2011)[29]
- Nagroda im. Ireny Sendlerowej (2013)
- Tytuł honorowego obywatela Wrocławia (2013)[30]
- Tytuł doktora honoris causa Akademii Sztuk Pięknych im. Eugeniusza Gepperta we Wrocławiu (2015)